# Прушкув (Ласький повіт)
Прушкув (пол. Pruszków) — село в Польщі, у гміні Сендзейовиці Ласького повіту Лодзинського воєводства.
Населення — 486 осіб (2011).
У 1975-1998 роках село належало до Серадзького воєводства.

## Демографія
Демографічна структура станом на 31 березня 2011 року:
|          | Загалом | Допрацездатний вік | Працездатний вік | Постпрацездатний вік |
| -------- | ------- | ------------------ | ---------------- | -------------------- |
| Чоловіки | 242     | 57                 | 155              | 30                   |
| Жінки    | 244     | 47                 | 129              | 68                   |
| Разом    | 486     | 104                | 284              | 98                   |